# مارت مونسترمن
مارت مونسترمن (انگلیسی: Marthe Munsterman؛ زادهٔ ۱۹ فوریهٔ ۱۹۹۳) بازیکن فوتبال اهل پادشاهی هلند است.
وی همچنین در تیم ملی فوتبال زنان هلند بازی کرده‌است.